# 陳用時
陳用時（？—1605年），字宜甫，號心義，浙江台州府临海县人，軍籍，明朝政治人物。

## 生平
万历二十二年（1594年）甲午科順天乡试第十一名舉人，三十二年（1604年）甲辰科进士，刑部觀政，三十三年授中書舍人，本年卒。